# Eleonora Villa
Eleonora Villa (Lissone, 9 dicembre 2004) è una cestista italiana.

## Carriera

### Club
È gemella di Matilde Villa. Come la sorella, a 6 anni inizia a praticare il minibasket in una squadra locale, nella quale giocava già il fratello maggiore Edoardo. Cresce nelle giovanili del Basket Costa, che Eleonora considera la sua seconda famiglia e casa. Fa il suo debutto assoluto in prima squadra e in Serie A1 il 4 marzo 2020 nella sconfitta interna per 65-95 contro Ragusa giocando quasi 10 minuti. Nella stagione successiva in Serie A1 si fa notare per i 14 punti segnati da 6/11 al tiro nel match contro la Virtus Bologna.
Con il trasferimento di sua sorella alla Reyer Venezia, Eleonora continua a giocare con Costa Masnaga e nella Serie A2 2022-2023 sotto la guida di coach Paolo Seletti diventa un punto riferimento importante per le brianzole segnando un high personale di 31 punti con 7 triple su 9 tentativi nella vittoria su Treviso. Villa mette medie eccellenti: 13,4 punti, 2,1 rimbalzi, 1,3 recuperi e 2,5 assist.
Il 19 maggio 2023 viene annunciato il suo trasferimento all università statale di Washington.
Chiude la sua esperienza da Rookie con le Cougars con medie di 12,9 punti, 2,3 assist e 1,9 rimbalzi.

## Statistiche

### Presenze e punti nei club
Statistiche aggiornate al 16 aprile 2024
| Stagione        | Squadra                      | Competizione | Partite | Partite | Partite | Statistiche tiro | Statistiche tiro | Statistiche tiro | Altre statistiche | Altre statistiche | Altre statistiche | Altre statistiche | Altre statistiche |
| Stagione        | Squadra                      | Competizione | Pres.   | Titol.  | Minuti  | Tiri da 2        | Tiri da 3        | Liberi           | Rimb.             | Assist            | Rubate            | Stopp.            | Punti             |
| --------------- | ---------------------------- | ------------ | ------- | ------- | ------- | ---------------- | ---------------- | ---------------- | ----------------- | ----------------- | ----------------- | ----------------- | ----------------- |
| 2019-2020       | Limonta Basket Costa Masnaga | Serie A1     | 3       |         |         | 0/1              |                  |                  |                   | 2                 | 1                 |                   |                   |
| 2020-2021       | Limonta Basket Costa Masnaga | Serie A1     | 19      |         |         | 17/35            | 2/16             | 2/5              | 12                | 15                | 1                 |                   | 42                |
| 2021-2022       | Limonta Basket Costa Masnaga | Serie A1     | 26      |         |         | 39/94            | 18/60            | 13/16            | 22                | 38                | 17                | 1                 | 145               |
| 2022-2023       | Limonta Basket Costa Masnaga | Serie A2     | 32      |         |         | 123/249          | 46/150           | 45/68            | 67                | 80                | 43                | 9                 | 429               |
| Totale carriera |                              |              |         |         |         |                  |                  |                  |                   |                   |                   |                   |                   |

### NCAA
| Anno     | Squadra           | PG | PT   | MP   | TC%  | 3P%  | TL%  | RP  | AP  | PRP | SP   | PP   |
| -------- | ----------------- | -- | ---- | ---- | ---- | ---- | ---- | --- | --- | --- | ---- | ---- |
| 2023-24  | Wash. St. Cougars | 36 | 27   | 33,3 | 43,6 | 34,2 | 73,9 | 1,9 | 2,3 | 0,8 | 0,1  | 12,9 |
| 2024-25  | 34                | 34 | 32,8 | 44,2 | 32,1 | 75,9 | 3,0  | 2,6 | 0,9 | 0,2 | 13,6 |      |
| Carriera | Carriera          | 70 | 61   | 33,0 | 43,9 | 33,2 | 74,8 | 2,4 | 2,4 | 0,9 | 0,2  | 13,2 |